# The Legend of Spyro: Dawn of the Dragon
The Legend of Spyro: Dawn of The Dragon (BR A Lenda De Spyro: Aurora do Dragão, PT A Lenda de Spyro: Alvorecer do Dragão) é o terceiro e último jogo da franquia The Legend of Spyro, iniciada em 2006 pela Krome Studios. O jogo comemora em 2008 o décimo aniversário da série inteira desde o primeiro jogo, Spyro the Dragon, feito pela Insomniac Games em 1998, para PlayStation. O game foi lançado em 21 de Outubro de 2008 por uma empresa francesa chamada Étranges Libellules para todas as plataformas de última geração (exceto para o PlayStation Portable (PSP) da Sony Entertainment): PlayStation 2, PlayStation 3, Nintendo Wii, XBOX 360 e Nintendo DS.

## História
Três anos após Spyro lutar contra Gaul em The Legend of Spyro: The Eternal Night e ficar preso junto de Cynder e Sparx dentro de um cristal de energia que ele mesmo materializou, um grupo de groblins encontra o cristal ao acaso e o destrói. Ao fazerem isso Spyro e Cynder são libertos, porém, ainda estão inconscientes desde o incidente. Os groblins aproveitam a oportunidade e colocam neles duas coleiras energéticas que os faz ficar presos um ao outro.
Sparx é salvo por Hunter, um leopardo que durante o jogo ajuda os dragões. Nas primeiras lutas do jogo, Spyro e Cynder lutam contra um antigo Golem das profundezas, que deve ser derrotado por ataques em sua mão, etc. e groblins.
Spyro e Cynder têm de derrotar Malefor (ou Mestre das Trevas), que durante o desaparecimento do dragão roxo deu início à uma nova guerra contra o Mundo dos Dragões. Spyro e Cynder passam por vários desafios, como ajudar a cidade dos dragões a se defender ou tentar abrir a porta dos subterrâneos da cidade.

## Plataformas
- Nintendo DS
- PlayStation 2
- PlayStation 3
- Nintendo Wii
- Xbox 360

## Personagens
- Spyro The Dragon: É o protagonista na série, neste jogo, como a maioria de seus outros jogos, Spyro possui os ataques comuns do jogo (arranhões) além de pular, voar, etc. e os poderes de dominar as artes elementares da natureza: Fogo, Gelo, Eletricidade e Terra. Neste jogo podemos vê-lo como Dark Spyro numa cutscene das três fases finais, mas não podemos jogar com ele.
- Cynder The Dragon: É uma dragonesa cuja primeira aparição ocorreu no jogo The Legend of Spyro: A New Beginning, como vilã, mas depois do ocorrido no final do mesmo jogo, passa para o lado do bem, e neste é controlável, tendo como poderes Veneno, Sombra, Vento e Medo.
- Sparx The Dragonfly: O fiel companheiro de Spyro. Em muitos jogos, Sparx só era útil para agir como Representante de Vidas, indicando, pela coloração de seu corpo, o nível de vida que Spyro possuía, mas, neste jogo, assim como nos outros dois primeiros jogos da trilogia, Sparx só é útil para indicar o caminho correto.

- Hunter The Cheetah: Um antigo aliado de Spyro que aparece desde o segundo jogo da série, Spyro 2: Ripto's Rage!, ele ajuda Spyro, Cynder e Sparx a encontrar o caminho certo durante as fases.

- Malefor/Dark Master: É o antagonista do jogo, deu início a uma guerra contra o mundo dos dragões. Há rumores que ele é um ancestral de Spyro por ser roxo também, mas nunca foi confirmado.

## Elenco de voz (inglês)
- Elijah Wood como Spyro
- Christina Ricci como Cynder
- Wayne Brady como Sparx
- Gary Oldman como Ignitus
- Blair Underwood como Hunter
- Mark Hamill como Malefor (o Mestre da Trevas)
- Kevin Michael Richardson como Terrador/Prowlus Chefe/Eremita
- Jeff Bennett como Cyril
- Martin Jarvis como o Cronicler (o dragão azul que treinou Spyro em The Legend of Spyro: Eternal Night)
- Corey Burton como Volteer/Mason
- Fred Tatasciore como Meadow
- Chris Wilson, Michael Graham, Vozes adicionais